# Équipement intégré
 (mars 2012).
Si vous disposez d'ouvrages ou d'articles de référence ou si vous connaissez des sites web de qualité traitant du thème abordé ici, merci de compléter l'article en donnant les références utiles à sa vérifiabilité et en les liant à la section « Notes et références ».
L'équipement intégré est l'une des principales innovations urbaines réalisées en France à la fin des années 1960. Il s'agit de regrouper au sein d'une même entité plusieurs équipements à vocation sociale, culturelle, sanitaire et éducative. Le premier équipement intégré a été réalisé à Yerres dans l'Essonne, puis une dizaine d'expérimentations ont été réalisées en France par exemple à la Villeneuve de Grenoble. La théorie de l'équipement intégré trouvera ensuite un écho important dans les villes nouvelles dans des réalisations comme celles de l'Agora à Évry. Les équipements intégrés s'inspire de modèle anglais du community college ou encore des projets de l'architecte hollandais F. Van Klingeren qui a conçu l'Agora de Dronten.